# 田中将之
田中 将之（たなか まさゆき、1982年 - ）は、日本の研究者。博士（社会健康医学）、社会健康医学修士（専門職）。特定非営利活動法人日本医療経営機構主幹研究員、京都大学大学院医学研究科講師（非常勤）、大阪歯科大学大学院医療保健学研究科講師（非常勤）。専門領域は、医療経営、医療経済、健康医療介護の政策・マネジメント。

## 経歴

### 学歴
- 2000年 兵庫県立川西北陵高等学校卒業
- 2002年 東京理科大学工学部第二部経営工学科中退
- 2004年 神戸大学経済学部経済学科卒業
- 2010年 京都大学大学院医学研究科社会健康医学系専攻専門職学位課程修了
- 2013年 京都大学大学院医学研究科社会健康医学系専攻博士後期課程修了

### 職歴
- 2004年 社会医療法人愛仁会高槻病院
- 2009年 特定非営利活動法人日本医療経営機構 研究員
- 2013年 特定非営利活動法人日本医療経営機構 主任研究員
- 2013年 京都大学 医学部 医療経済学分野 受託研究員（2013年 -2024年）
- 2018年 京都大学 超高齢社会デザイン価値創造ユニット 特任講師（2018年 - 2023年）
- 2018年 特定非営利活動法人日本医療経営機構 主幹研究員
- 2020年 大阪歯科大学大学院医療保健学研究科 講師（非常勤）
- 2024年 京都大学大学院医学研究科 講師（非常勤）

## 委員歴
- 厚生労働省令和5年度病院経営安定化推進事業 病院経営管理指標及び病院における物価高騰の影響等に関する調査研究 企画検討委員会委員[1]
- 厚生労働省令和4年度病院経営安定化推進事業 病院経営管理指標及び医療施設における経営管理の実態に関する調査研究 企画検討委員会委員[2]
- 厚生労働省令和3年度病院経営安定化推進事業 病院経営管理指標及び医療施設における未収金の実態に関する調査研究 企画検討委員会委員[3]
- 厚生労働省令和元年度病院経営安定化推進事業 病院経営管理指標及び医療施設における未収金の実態に関する調査研究 企画検討委員会委員[4]
- 厚生労働省平成30年度病院経営安定化推進事業 病院経営管理指標及び医療施設における経営上の課題に関する調査研究企画検討委員会委員[5]
- 日本医療・病院管理学会 幹事[6]
- 日本医療・病院管理学会 病院経営力強化委員会委員[7]
- 日本医療・病院管理学会 医療介護連携委員会委員[8]
- 日本医療・病院管理学会 認定フェロー審査委員会委員[9]
- 堺市立総合医療センター 治験審査委員会委員[10]
- 大阪府地域・職域連携推進連絡会 講師（アドバイザー）[11]
- 大阪府四條畷保健所地域・職域連携推進協議会 講師（アドバイザー）
- 寝屋川市保健所地域・職域連携推進協議会 講師（アドバイザー）

## 著作
- 多職種協働による経営改革の推進と人材育成.看護管理 2025;35(4):280-283. DOI: 10.11477/mf.091713550350040280[12]
- 医療システムの質・効率・公正―医療経済学の新たな展開 別冊医学のあゆみ. (共著) 医療・介護の経営人材育成と組織文化. 医歯薬出版 2024;106-110.[13]
- 特集 病院経営を科学する.(共著) 経営改革における病院長と経営企画職の役割.病院 2024;83(7):524-529. DOI:10.11477/mf.1541212190[14]
- 病院の教科書 第2版. (共著) 第1章1節 病院長の役割.医学書院.2023;14-19. ISBN: 9784260051064[15]
- 病院の教科書 第2版. (共著) 第1章8節 医療の原価計算.医学書院.2023;52-57. ISBN: 9784260051064[15]
- 病院の教科書 第2版. (共著) 第3章1節 医療の制度と経営.医学書院.2023; 250-257. ISBN: 9784260051064[15]
- 病院経営者をどのように育てるか. (共著) 次世代の医療経営人材に求められる経営力強化の方策. 病院 2021;80(10):772–775. DOI: 10.11477/mf.1541211509[16]